# Miklóssy Irén
Zetelaki Miklóssy Irén Mária (asszonynevén Unger Ernőné) (Segesvár, 1907. augusztus 21. – Budapest, 1978. július 4.) opera-énekesnő (koloratúrszoprán), énektanár. Unger Ernő karmester, zeneszerző felesége.

## Élete
Miklóssy Lajos államvasúti főfelügyelő, osztályfőnök és Metzger Irma lánya. 1933-ban szerződtette az Operaház, ahol Delibes Lakméjának címszerepében debütált. 1948-ig volt a társulat tagja, ahol az operairodalom legnehezebb koloratúrszerepeit énekelte. A színpadtól megválva énektanárként működött.
Férjével közös sírja a Farkasréti temetőben található [18-1-396].

## Magánélete
Házastársával, Unger Jenővel 1935. június 25-én Budapesten kötött házasságot.

## Szerepei
- Léo Delibes: Lakmé – címszerep
- Erkel Ferenc: Hunyadi László – Szilágyi Erzsébet
- Wolfgang Amadeus Mozart: A varázsfuvola – Az Éj királynője
- Gioachino Rossini: A sevillai borbély – Rosina
- Jacques Offenbach: A banditák – [?][8]
- Jacques Offenbach: Hoffmann meséi – Olympia; Giulietta; Antónia
- Unger Ernő: Petőfi – Szendrey Júlia
- Giuseppe Verdi: Traviata – Violetta Valéry